# Unie grafického designu
Unie grafického designu (UGD) byla založena v roce 2007 jako sdružení designérů a nadšenců.
Pomocí přednášek, seminářů a článků v tisku a na internetu se její členové dělí o své zkušenosti, názory a o informace. Účastní se debat o oborových výběrových řízeních a veřejných soutěžích a nabízí pomoc při jejich organizování, ať už prostřednictvím osvětových článků, nebo přímých konzultací se zadavateli.
Členy UGD jsou designéři, studenti i společnosti podnikající v oboru. Podmínkou přijetí není kvalita portfolia ani dosažené vzdělání, ale živý a soustavný zájem o grafický design a dodržování etického kodexu. Veškerá činnost sdružení je nezisková, financována výhradně z členských příspěvků, zpoplatněny jsou pouze odborné přednášky.